# Kristian Middelboe
Kristian Middelboe (Brunnby, 24 marzo 1881 – Frederiksberg, 20 maggio 1965) è stato un calciatore danese.
Ha vinto una medaglia d'argento con la sua nazionale nei giochi olimpici del 1908. Dopo il suo ritiro è stato a capo della federcalcio danese dal 1935 al 1940 e di nuovo dal 1948 al 1950. Era il fratello di Nils Middelboe anche lui calciatore della nazionale danese.

## Carriera

### Club
Ha giocato la sua intera carriera con il Kjøbenhavns Boldklub.

### Nazionale
Ha partecipato alle olimpiadi del 1908 esordendo con la seconda squadra nazionale della Francia. Venne convocato anche in occasione dei Giochi del 1920, nonostante all'epoca fosse il managaer della nazionale danese e non giocasse da tempo.

## Palmarès

### Club
- Campionato danese: 2

KB: 1912-1913, 1913-1914,

### Nazionale
- Argento olimpico: 1

Londra 1908